# MG-450
A MG-450 é uma rodovia brasileira do estado de Minas Gerais, em sua região sul. Por sua característica, é considerada uma rodovia de ligação.